# Piotr Zahorowski
Piotr Zahorowski herbu Korczak (zm. przed 20 marca 1654 roku) – podsędek włodzimierski w latach 1619–1652.
Był elektorem Władysława IV Wazy z województwa wołyńskiego w 1632 roku.